# Szarvas Alexandra
Szarvas Alexandra (Budapest, 1992. szeptember 7. –) válogatott magyar labdarúgó, csatár. a magyar női válogatott szövetségi kapitánya.

## Pályafutása

### Klubcsapatban
Fóton kezdte a labdarúgást. 2003 és 2005 között a Gödöllői Góliát DSE játékosa volt. 2005-ben a Ferencvároshoz igazolt. 2007-ben itt mutatkozott be az élvonalban. 2008 és 2011 között a Viktória FC csapatában szerepelt, ahol a 2008–09-es idényben bajnokságot és magyar kupát nyert a csapattal.
A 2011–12-es idényben a Bayern München játékosa volt, de bajnoki mérkőzésen nem szerepelt az első csapatban. 2012 őszén a VfL Sindelfingen csapatában folytatta a pályafutását egy szezon erejéig, majd Svájcba tette át székhelyét, ahol előbb a Kriens együttesénél játszott, 2014 óta a FC Basel keretében szerepelt, majd szerződése lejártával 2018 júliusától a zürichi Grasshopper női csapatának másodedzőjeként tevékenykedik.

### A válogatottban
2010 óta 30 alkalommal szerepelt a válogatottban és egy gólt szerzett.

### Edzőként
2023 július 1-től a magyar női U19-es válogatott szövetségi kapitánya lett. 2024. március 21-én a magyar női válogatott szövetségi kapitányának nevezték ki.

## Sikerei, díjai
- Magyar bajnokság
  - bajnok: 2008–09
  - 2.: 2009–10, 2010–11
- Magyar kupa
  - győztes: 2009, 2011
- Német kupa
  - győztes: 2012
- Svájci kupa
  - győztes: 2014

## Statisztika

### Mérkőzései a válogatottban
| Magyarország | Magyarország         | Magyarország                    | Magyarország  | Magyarország | Magyarország            | Magyarország | Magyarország | Magyarország |
| #            | Dátum                | Helyszín                        | Hazai         | Eredmény     | Vendég                  | Kiírás       | Gólok        | Esemény      |
| ------------ | -------------------- | ------------------------------- | ------------- | ------------ | ----------------------- | ------------ | ------------ | ------------ |
| 1.           | 2010. november 26.   | Győr, ETO Park                  | Magyarország  | 3 – 4        | Csehország              | barátságos   | -            | 81'          |
| 2.           | 2010. november 28.   | Lanžhot                         | Csehország    | 1 – 2        | Magyarország            | barátságos   | -            | 68'          |
| 3.           | 2011. április 13.    | Szenc                           | Szlovákia     | 2 – 4        | Magyarország            | barátságos   | -            | 59'          |
| 4.           | 2011. május 15.      | Ludbreg                         | Horvátország  | 1 – 1        | Magyarország            | barátságos   | -            | 87'          |
| 5.           | 2011. május 17.      | Zalaegerszeg, Andráshidai pálya | Magyarország  | 1 – 0        | Horvátország            | barátságos   | -            | 68'          |
| 6.           | 2013. március 6.     | Ferreiras (POR)                 | Magyarország  | 0 – 1        | Mexikó                  | Algarve-kupa | -            | 78'          |
| 7.           | 2013. március 8.     | Vila Real de Santo António      | Portugália    | 0 – 2        | Magyarország            | Algarve-kupa | -            | 83'          |
| 8.           | 2013. március 11.    | Quarteira (POR)                 | Wales         | 1 – 1        | Magyarország            | Algarve-kupa | -            | a szünetben  |
| 9.           | 2013. március 13.    | Parchal (POR)                   | Magyarország  | 1 – 4        | Izland                  | Algarve-kupa | -            | 67'          |
| 10.          | 2014. március 7.     | Umag                            | Horvátország  | 2 – 2        | Magyarország            | Isztria-kupa | -            | 64'          |
| 11.          | 2014. március 9.     | Umag (CRO)                      | Magyarország  | 4 – 0        | Egyesült Államok (liga) | Isztria-kupa | -            | 81'          |
| 12.          | 2014. április 5.     | Győr, ETO Park                  | Magyarország  | 0 – 4        | Finnország              | vb-selejtező | -            | 68'          |
| 13.          | 2014. április 10.    | Helsinki                        | Finnország    | 4 – 0        | Magyarország            | vb-selejtező | -            | 76'          |
| 14.          | 2014. május 7.       | Besançon                        | Franciaország | 4 – 0        | Magyarország            | vb-selejtező | -            | 59'          |
| 15.          | 2014. június 14.     | Almati                          | Kazahsztán    | 1 – 2        | Magyarország            | vb-selejtező | -            | a szünetben  |
| 16.          | 2015. június 19.     | Lutraki                         | Görögország   | 1 – 1        | Magyarország            | barátságos   | 1            | a szünetben  |
| 17.          | 2015. június 19.     | Lutraki                         | Görögország   | 1 – 1        | Magyarország            | barátságos   | -            | 72'          |
| 18.          | 2015. november 29.   | Felcsút, Pancho Aréna           | Magyarország  | 0 – 1        | Oroszország             | Eb-selejtező | -            | a szünetben  |
| 19.          | 2016. március 2.     | Derüneia (CYP)                  | Magyarország  | 0 – 2        | Olaszország             | Ciprus-kupa  | -            | 46'          |
| 20.          | 2016. március 2.     | Derüneia (CYP)                  | Magyarország  | 0 – 2        | Olaszország             | Ciprus-kupa  | -            | 76'          |
| 21.          | 2016. március 7.     | Paralimni (CYP)                 | Magyarország  | 1 – 0        | Írország                | Ciprus-kupa  | -            | 89'          |
| 22.          | 2016. március 9.     | Paralimni (CYP)                 | Magyarország  | 2 – 1        | Wales                   | Ciprus-kupa  | -            | 65'          |
| 23.          | 2016. április 8.     | Gyirmót                         | Magyarország  | 2 – 0        | Horvátország            | Eb-selejtező | -            | 63'          |
| 24.          | 2016. április 12.    | Szentpétervár                   | Oroszország   | 3 – 3        | Magyarország            | Eb-selejtező | -            | 71'          |
| 25.          | 2016. május 31.      | Gyirmót                         | Magyarország  | 0 – 0        | Bosznia-Hercegovina     | barátságos   | -            | 61'          |
| 26.          | 2016. június 6.      | Antalya                         | Törökország   | 2 – 1        | Magyarország            | Eb-selejtező | -            | 78'          |
| 27.          | 2016. szeptember 20. | Gyirmót                         | Magyarország  | 0 – 1        | Németország             | Eb-selejtező | -            | 73'          |
| 28.          | 2016. október 19.    | Boriszpil                       | Ukrajna       | 0 – 4        | Magyarország            | barátságos   | -            | 76'          |
| 29.          | 2016. november 23.   | Telki                           | Magyarország  | 4 – 3        | Szerbia                 | barátságos   | -            | 46'          |
| 30.          | 2017. április 5.     | Telki                           | Magyarország  | 2 – 2        | Szlovénia               | barátságos   | -            | 46'          |
|              | Összesen             |                                 |               | 30           | mérkőzés                |              | 1            | gól          |